# Strumento di misura analogico
Uno strumento di misura analogico è uno strumento di misura nel quale il segnale d'uscita e/o visualizzazione è una funzione continua del misurando. Esso misura la relativa grandezza fisica senza soluzione di continuità e, in caso di variazione di valore, lo visualizza in modo intuitivo.
Ciò che caratterizza lo strumento in analogico è il tipo di presentazione della visualizzazione o la forma del segnale d'uscita, non la tecnologia usata per realizzare lo strumento. Ad esempio, esistono micrometri a vite in cui la lettura si esegue tramite un indicatore a movimento progressivo, che scorre su una scala stampata sullo strumento (da cui trattasi di strumento analogico), come esistono dei micrometri in cui la lettura si esegue su totalizzatori meccanici (da cui trattasi di strumenti digitali, sebbene non facciano uso di elettronica).

## Applicazioni
Alcuni esempi di strumenti di misura analogici:
- catetometro
- voltmetro a indice mobile;
- termometro a mercurio;
- manometro a tubo di Bourdon.

## Tipologia
Come accennato, gli strumenti analogici si possono dividere in due grandi categorie:
- a lettura diretta, quando il valore misurato è leggibile direttamente su una scala graduata, nell'unità di misura d'interesse;
- trasduttori, quando il valore misurato è disponibile come un segnale avente forma di una grandezza diversa da quella del misurando, ma proporzionale a quest'ultima (generalmente il segnale è di tipo elettrico). La lettura nell'unità ingegneristica d'interesse viene demandata ad un secondo strumento (tipicamente uno strumento indicatore).

## Caratteristiche
La principale caratteristica degli strumenti analogici è che danno valori di misura infinitamente contigui, pertanto uno strumento analogico ideale ha un errore di risoluzione pari a zero. In pratica non è così:
- gli strumenti a lettura diretta sono significativamente limitati dalla risoluzione ottenibile dalla lettura della scala graduata (a sua volta dipendente dall'unità di formato, dal passo della gradazione e dalle dimensioni dell'indice);
- con i trasduttori invece, pur non avendo propri errori di risoluzione, si deve comunque fare i conti con la risoluzione dello strumento indicatore a cui necessariamente devono essere abbinati.

Anche per conseguenza di quanto esposto, gli strumenti a lettura diretta presentano generalmente una scarsa precisione (la risoluzione dà un contributo fondamentale all'incertezza di misura) con un errore che difficilmente è inferiore al 2 % e che nei modelli più economici può arrivare anche al 10 %, mentre in commercio si possono trovare trasduttori con precisioni che vanno dal 5 % del fondo scala (per impieghi meno critici) fino al 0,01 % del fondo scala (per i trasduttori campione).
Comunque, nelle valutazioni deve essere tenuto presente che al trasduttore va abbinato uno strumento indicatore, l'insieme realizza una catena in cui quest'ultimo può apportare significativi errori di misura (altri tipi, oltre la risoluzione).
Gli strumenti analogici a lettura diretta hanno anche il problema di avere una stretta dipendenza tra grandezza del campo di misura e risoluzione, dovuto all'impossibilità pratica di realizzare scale graduate di dimensioni considerevoli: se il campo di misura è grande, la risoluzione sarà scadente (e viceversa).
Per contro, gli strumenti a lettura diretta, presentano generalmente alcuni vantaggi:
- normalmente non necessitano di essere alimentati elettricamente;
- hanno costi più accessibili (anche perché non necessitano di uno strumento indicatore);
- si presentano d'immediata leggibilità, specie quando la grandezza misurata varia significativamente o quando la si deve valutare rispetto a dei limiti di tolleranza.

## Accorgimenti
Per migliorare la lettura del dato, si può:
- Adoperare uno specchio dietro alla lancetta dell'indicatore per annullare l'errore di parallasse.
- Posizionare in modo corretto lo strumento: ad esempio nel caso di una bilancia da cucina o di un voltmetro, capovolgendo o inclinando lo strumento rispetto alla posizione corretta, si ha un piccolo spostamento dell'ago indicatore, dovuto al fatto che l'ago indicatore ha un suo peso che in caso di posizione diversa dal normale, agisce diversamente su di esso facendolo spostare e falsando così la misura.